# Joe Gqabi (Distrikt)
Der Distrikt Joe Gqabi (früher Ukhahlamba, englisch Joe Gqabi District Municipality) liegt in der Provinz Ostkap in Südafrika.  Auf einer Fläche von 25.663 km² leben 349.768 Einwohner (Stand: 2022). Der Verwaltungssitz befindet sich in Barkly East. Der Distrikt wurde in den 2000er Jahren nach dem Anti-Apartheid-Aktivisten Joe Gqabi (um 1927–1981) benannt. 

## Gemeindestruktur
Als Beispiel für die Infrastruktur hier die Wasserversorgung der Haushalte (HWA = eigener Hauswasseranschluss; ÖWA = öffentlicher Wasseranschluss in der Nähe; KWA = kein Anschluss an ein Wasserleitungsnetz):
| Gemeinde      | Verwaltungssitz | Fläche     | Einwohner | HWA  | ÖWA  | KWA  |
| ------------- | --------------- | ---------- | --------- | ---- | ---- | ---- |
| Elundini      | Nqanqarhu       | 5064 km²   | 138.141   | 2 %  | 27 % | 72 % |
| Senqu         | Lady Grey       | 7330 km²   | 134.150   | 2 %  | 50 % | 48 % |
| Walter Sisulu | Burgersdorp     | 13.269 km² | 77.477    | 12 % | 75 % | 13 % |